# Владари Галиције
Краљевина Галиција настаје када је Алфонсо III Велики поделио своје краљевство између своја три сина, од којих је Ордоњу припала Галиција. Међутим, када је 914. године умро његов брат Гарсија I од Леона оставивши престо без наследника, Ордоњо наслеђује такође и круну леонску круну под именом Ордоњо II од Леона, чиме долази до уједињења ова два краљевства. Краљевство Галиција као независни ентитет поново се појавило још неколико пута у току историје али на веома спорадичан начин без веће важности. Било је део прво Краљевине Леона, до 1230. године, затим Круне Кастиље и коначно Шпаније, представљајући само саму титулу која се додавала крунама Леона и Кастиље, чији су краљеви увек уједно били и краљеви Галиције.
Током кратког периода краљеви Португала Фернандо I (1369-1373) и Алфонсо V (1475-1479) су такође били краљеви Галиције, као и Леона и Кастиље. Званично, Галиција се одржала као краљевина до 1833, када је била подељена на данашње четири провинције.

## Астурлеонска династија
- 910-924 - Ордоњо II од Леона и I од Галиције (такође краљ Леона између 914-924)
- 924-925 - Фруела II
- 925-926 - Алфонсо Фројлаз, Фруелин син
- 926-929 - Санчо Ордоњез, Ордоњев син
- 960-966 - Санчо I од Леона
- 982-999 - Бермудо II од Леона, краљ Галиције и Леона (985-999).

## Династија Наваре
- 1065-1071 - Гарсија од Галиције
- 1071-1072 - Санчо II од Кастиље

## Бургундијска династија (Леон и Кастиља)
Алфонсо VII од Леона и Кастиље, пре него што се попео на престо Леона и Кастиље (1129), по мајчиној линији је постао краљ Галиције (1112).
Након његове смрти, титула је прешла на његове наследнике, краљеве Леона. Када је краљевство Леон било укључено у Круну Кастиље са Фернандом Ордоњо III, онда су кастиљански краљеви почели да носе и титулу краља Галиције до 1833.